# Pungoica
Sous-famille
Genre
Synonymes
- Pungoiella Roewer, 1915
- Pygoselenca Roewer, 1953

Pungoica, unique représentant de la sous-famille des Pungoicinae, est un genre d'opilions laniatores de la famille des Trionyxellidae.

## Distribution
Les espèces de ce genre se rencontrent en Sierra Leone, au Liberia, en Guinée-Bissau et en Côte d'Ivoire.

## Liste des espèces
Selon World Catalogue of Opiliones (24/06/2021) :
- Pungoica bifurcata (Roewer, 1915)
- Pungoica simoni Roewer, 1915

## Publications originales
- Roewer, 1915 : « Fünfzehn neue Opilioniden. » Archiv für Naturgeschichte, vol. 80, no 9, p. 106–132 (texte intégral).
- Roewer, 1935 : « Alte und neue Assamiidae. Weitere Weberknechte VIII (8. Ergänzung der "Weberknechte der Erde" 1923). » Veröffentlichungen aus dem Deutschen Kolonial- und Übersee-Museum in Bremen, vol. 1, no 3, p. 1–168.